# Hollywood (Florida)
Hollywood és una població del Comtat de Broward a l'estat de Florida (Estats Units d'Amèrica).

## Demografia
Segons el cens del 2008 tenia 141.740 habitants. Segons el cens del 2000, Hollywood tenia 139.357 habitants, 59.673 habitatges, i 34.490 famílies. La densitat de població era de 1.968 habitants/km².
Dels 59.673 habitatges en un 24,9% hi vivien nens de menys de 18 anys, en un 41,5% hi vivien parelles casades, en un 11,9% dones solteres, i en un 42,2% no eren unitats familiars. En el 34,4% dels habitatges hi vivien persones soles el 13,1% de les quals corresponia a persones de 65 anys o més que vivien soles. El nombre mitjà de persones vivint en cada habitatge era de 2,31 i el nombre mitjà de persones que vivien en cada família era de 3.
Per edats la població es repartia de la següent manera: un 21,3% tenia menys de 18 anys, un 7% entre 18 i 24, un 31,3% entre 25 i 44, un 23,1% de 45 a 60 i un 17,3% 65 anys o més.
L'edat mediana era de 39 anys. Per cada 100 dones de 18 o més anys hi havia 90,9 homes.
La renda mediana per habitatge era de 36.714 $ i la renda mediana per família de 44.849 $. Els homes tenien una renda mediana de 33.102 $ mentre que les dones 27.237 $. La renda per capita de la població era de 22.097 $. Entorn del 9,9% de les famílies i el 13,2% de la població estaven per davall del llindar de pobresa.

## Poblacions properes
El següent diagrama mostra les poblacions més properes.